# Trpísty (zámek)
Trpísty jsou zámek ve stejnojmenné obci v okrese Tachov. Vrcholně barokní zámek dal v letech 1723–1729 postavit hrabě Prosper Antonín ze Sinzendorfu na místě starší tvrze, pravděpodobně podle plánů architekta Jakuba Augustona mladšího. Zámecký areál považovaný za mimořádně hodnotnou ukázku venkovského panského sídla je chráněn jako kulturní památka.

## Historie

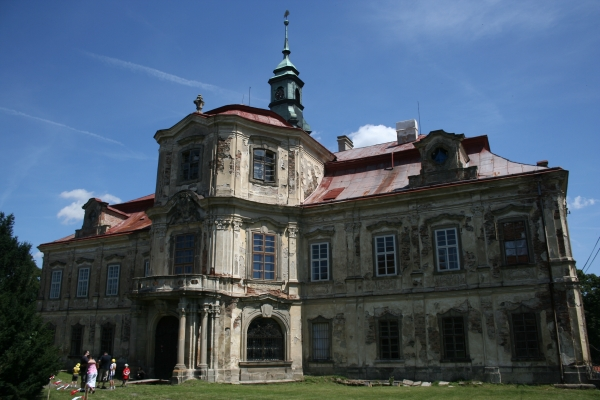
Zámek Trpísty, stav v roce 2007

Nejstarší panské sídlo v Trpístech stálo na neznámém místě nejspíše již ve třináctém století, kdy zde sídlil Rapota z Trpíst se syny Chvalíkem a Hoškem. Další majitelé jsou známi až ze druhé poloviny čtrnáctého století. Podle Augusta Sedláčka a Jiřího Úlovce v té době ve vesnici stála tvrz, ale nedochovaly se žádné písemné prameny, které by její existenci potvrdily.
Ve druhé polovině čtrnáctého století se o vesnici dělili Ludvík, Chval a Jetřich z Gutštejna. Jetřichovi se roku 1406 podařilo získat hrad Všeruby, a Trpísty poté přenechal svému bratrovi Půtovi z Gutštejna. Vesnici rozdělenou mezi několik majitelů se pánům z Gutštejna podařilo spojit až roku 1440 a jejich rodu patřila do roku 1510, kdy ji Kryštof z Gutštejna musel odevzdat králi Vladislavovi Jagellonskému (podle Miloslava Bělohlávka Kryštof vesnici královi prodal). Novým majitelem se roku 1513 stal přísedící zemského soudu Linhart Markvart z Hrádku, který v roce 1520 rozšířil statek o Mydlovary a Sviňomazský hrádek. Jeho syn Jiří Markvart z Hrádku si nechal Trpísty vložit do obnovených desk zemských. Když zemřeli Jiřího potomci, trpístské panství držel Diviš Markvart z jiné rodové linie. Od něj statek roku 1612 koupil Jan Šebestián ze Švamberka, který jej připojil k třebelskému panství, u kterého zůstal s výjimkou roku 1638 až do roku 1945.
V roce 1659 vymřela třebelská větev pánů ze Švamberka. Majetek zdědila vdova Marie Magdaléna, rozená z Heissensteinu, od které jej koupil její příbuzný Jan Kryštof Ferdinand z Heissensteinu. Ten panství roku 1677 prodal Marii Maxmiliáně ze Sinzendorfu, jejímž potomkům patřilo až do roku 1793. Prvním z nich byl Mariin syn Jan Vikart Michal Václav ze Sinzendorfu a po něm následoval Prospert ze Sinzendorfu.
Původním centrem panství býval až do třicetileté války hrad Třebel. V roce 1647 byl dobyt švédským vojskem během bitvy u Třebele, a později na příkaz císaře Ferdinanda III. pobořen. Panské sídlo proto bylo přesunuto do Trpíst. Říšský hrabě Prosper Antonín ze Sinzendorfu (1700–1756), císařský tajný rada Karla VI. dal strhnout starou renesanční tvrz, a na jejím místě do roku 1729 vybudoval vrcholně barokní zámek, snad podle projektu architekta Jakuba Augustona mladšího, protože jeho jméno v archivních záznamech chybí a bylo odvozeno podle stylu a západočeského regionu. Sinzendorf jej užíval jako letní sídlo se třemi syny (Václavem Janem Gustavem 1724–1773, Bedřichem Ludvíkem 1726–1783 a Františkem Antonínem 1729–1772), krátce také s manželkou, hraběnkou Marií Filipínou z Althannu (1705–1730), která po porodu třetího syna zemřela.
V roce 1793 zámek koupil Jan Antonín Lexa z Aehrentalu, po jehož smrti jej zdědila dcera Jana Nepomucena, provdaná z Vidršperka. Roku 1870 se majitelem stal August z Wydenbrucku. Od roku 1896 statek Trpísty vlastnil velkostatkář rytíř Vilém Kubinzky, po němž jej zdědil jeho syn, Rudolf Egon Kubinzky (1882 Trpísty – 1975 Mariánské Lázně) s první manželkou Hildegardou.[zdroj⁠?!] V jejich majetku zůstal až do vyvlastnění roku 1945. Po něm v zámku sídlil dětský domov. Budova ale nebyla udržovaná, došlo k zatopení sklepů, začaly se objevovat trhliny ve stropech, a proto byla po roce 1990 opuštěna. Roku 2003 byla zahájena rekonstrukce zámku a v roce 2013 jej společnost Panství Trpísty poprvé zpřístupnila veřejnosti.

## Stavební podoba

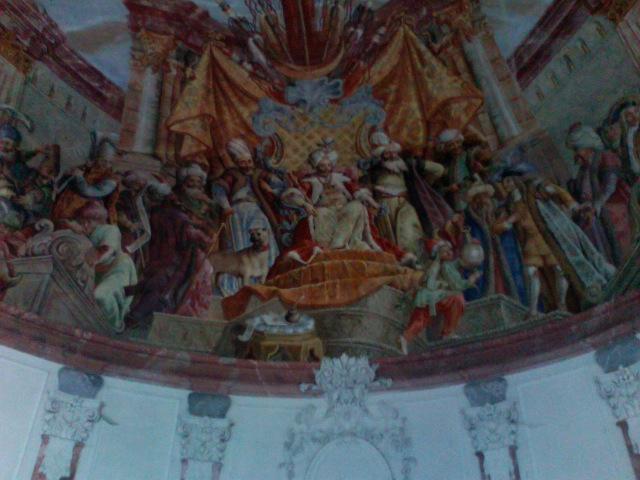
Přijetí rakouského poselstva v čele s hrabětem Prosperem Antonínem ze Sinzendorfu na dvoře tureckého sultána Ahmeda III. v Istanbulu

Jednopatrová budova zámku má obdélný půdorys. Do jeho příčné osy je vložena dvojice sálů na oválném půdorysu, které prostupují oběma patry a na fasádě jako mohutné dvoupatrové rizality. Fasádu člení kordonová římsa a pilastry, které jsou na šikmých stěnách rizalitů nakupené. Budova má mansardovou střechu, ze které po stranách rizalitů vystupují vikýře s kvadrilobovým oknem. Do zámku se vstupuje po osově umístěném jednoramenném schodišti, vstupní vrata rámuje sloupový portikus se dvěma sochami atlantů, nesoucími balkón; na jeho balustrádě jsou alegorické sošky puttů s atributy Čtyř ročních období.
Za vstupem se nachází vstupní hala v první oválného sálu, zatímco na protější zahradní straně bývala sala terrena. Obě místnosti jsou zaklenuté kupolí s osmi lunetami. Při opravě věžičky zámku v roce 1825 se uvnitř našla schránka s listinou, se jmény tesaře Bartoloměje Scherfla a políra Jiřího Wanderla z Trpíst, jméno architekta však nebylo zapsáno.

## Fresky
Klenbu saly terreny zdobí rokoková freska s mnohafigurovou scénou Hostina Alexandra Velikého, která je oslavou rodu Sinzendorfů; mezi vyobrazenými osobami je také architekt s plánem zámku v ruce, snad jde o portrét Jakuba Augustona. V patře nad nimi jsou prostory taktéž s oválným půdorysem. Sál na vstupní straně je bez výzdoby. Na klenbě sálu nad salou terrenou je freska s námětem oslavy rodu Sinzendorfů: Přijetí rakouského poselstva v čele s vyslancem hrabětem Prosperem ze Sinzendorfu u tureckého sultána Ahmeda III. v Istanbulu z let 1743–1744. Na klenbě zámecké kaple je vymalováno Korunování Panny Marie, což je patrocinium kaple. Další malby ve výplních slepých zrcadel zdobily několik místností a dochovaly se jen fragmentárně. Autorem všech maleb byl západočeský malíř Václav Samuel Theodor Schmidt (1694-1756) z Plané u Mariánských Lázní. Stěny sálů jsou zdobené štukovými pilastry z umělého mramoru, štuková výzdoba v supraportách byla doplněna roku 1905.
K památkově chráněnému areálu patří kromě zámku také dům čp. 65, správní budovy čp. 60 a 61, stodola, dvojice chlévů, zahradnictví v domě čp. 41, dvě vstupní brány a zámecký park.